# Andrzej Bobkowski
Andrzej Bobkowski (Wiener Neustadt, 27 oktober 1913  – Guatemala, 26 juni 1961) was een Poolse econoom, schrijver, essayist, ondernemer en modellenbouwer. 

## Levensloop
Bobkowski werd geboren in Wiener Neustadt in Oostenrijk-Hongarije. Hij was de zoon van Henryk, brigadegeneraal van het Poolse leger en Stanisława van Malinowska (de nicht van Wanda Bobkowska). Zijn ouders veranderden vaak van woonplaats, zo woonden ze in Lida, Vilnius, Toruń, Modlin en Krakau.
In de jaren 1924–1926 bezocht hij een gymnasium in Toruń. Later, in Krakau, ging hij naar het gymnasium van Bartłomiej Nowodworski en ontmoette daar zijn toekomstige vrouw Barbara Birtusówna. Ze trouwden in december 1938. Vanaf 1933 studeerde hij economie aan de Warsaw School of Economics. In 1935 debuteerde hij in "Tempa Dnia" (het tempo van de dag) met een kort humoristisch stukje. Na zijn afstuderen kreeg hij een baan bij Huta Laura in Siemianowice Śląskie, maar hij onderbrak deze volgens niet volledig duidelijke oorzaken. Hij  emigreerde naar Frankrijk.
In maart 1939 vertrokken hij en zijn vrouw naar Châtillon bij Parijs. De familie Bobkowski zou daar korte tijd blijven, totdat ze een visum kregen voor Argentinië, waar Bobkowski zou gaan werken bij het Poolse IJzerexportagentschap in Buenos Aires. Het uitbreken van de Tweede Wereldoorlog in september 1939 dwarsboomde deze plannen.
Op 7 september 1939 meldde Andrzej Bobkowski zich bij het Poolse leger in Frankrijk, maar werd niet geaccepteerd. In die tijd leefde hij van de handel. Hij stichtte ook (als "Bobkowski, Chlorcio i Spółka" (Bobkowski, Chlorcio en Co.) een Poolse wasserij onder de aanroeping van de Heilige Geest die op een grappige manier in zijn memoires wordt beschreven. In januari 1940 sloot hij zijn bedrijf en ging als arbeider aan de slag in een Franse munitiefabriek. Al snel werd hij gedelegeerd aan het Poolse bureau waar hij de belangen van Poolse arbeiders, die in Frankrijk tewerkgesteld waren, behartigde.
In juni 1940, net voordat de Duitsers Parijs binnenvielen, werd hij geëvacueerd naar het zuiden van Frankrijk. Dat ging meestal per fiets. De beschrijving en bespiegelingen tijdens deze reis werden de spil van zijn levenswerk, het tijdschrift Szkice Piórkiem (penschetsen). Na de nederlaag van Frankrijk werkte hij aan de ontmanteling van de munitiefabriek. Ook zorgde gaf hij voor geheime hulp aan Poolse arbeiders. Hij hervatte zijn werk op het Poolse kantoor van Atelier de Construction de Chatillon in Parijs. In de jaren 1945-1946 werkte hij in de Poolse jeugdherbergen, terwijl hij tegelijkertijd ander werk deed (korte tijd had hij een Poolse boekhandel en repareerde hij fietsen). Samen met Andrzej Chciuk redigeerde hij het tijdschrift "Young Friends Together", was hij actief in de organisatie Onafhankelijkheid en Democratie en werkte hij ook samen met Józef Czapski (bekende Poolse schilder en schrijver) in de Parijse buitenpost van het 2de Korps. Vanaf het allereerste begin bevond hij zich in de cirkel van de opkomende "Kultura" van Jerzy Giedroyc.
In 1947 publiceerde hij zijn essay Nekyja (νέκυια ἡ νέκυα: een oud-Griekse rite waarin geesten worden opgeroepen de toekomst te voorspellen) in het eerste nummer van Kultura. Hij publiceerde ook in "Wiadomości" (Berichten) in Londen en tot het begin van de jaren vijftig in nationale tijdschriften "Tygodnik Powszechny" (Wekelijkse Algemene), "Twórczości" (Creativiteit) en "Nowinach Literackie" (Literair Nieuws). Op 25 juni 1948 emigreerden hij en zijn vrouw naar Midden-Amerika en vestigden zich in Guatemala. Zijn vrouw leerde daar tekenen en ontwierp kostuums, en Bobkowski begon te werken in het kantoor van een schoenenfabriek en ontwikkelde tegelijkertijd zijn passie voor modellenbouw. In 1949 richtte Bobkowski in de winkel van een Duitse zakenman een modellenwerkplaats op en opende hij zijn eigen bedrijf: Guatemala Hobby Shop, later omgedoopt tot Almacen Supermodelos. Hij verzamelde een groep jonge modellenliefhebbers en richtte een modellenclub op.. In 1954 nam Bobkowski deel aan de wereldwedstrijd voor vliegtuigmodellen in de Verenigde Staten. In 1956 kwam hij naar Zweden om daar deel te nemen, maar hij bezocht ook Zwitserland, Duitsland en Frankrijk.
In 1957 publiceerde het Literair Instituut in Parijs Szkice Piórkiem (penschetsen) zijn dagboek van de bezettingstijd. Voor zijn korte verhaal Fall ontving de schrijver een literaire prijs van Het Nieuws van Londen. Datzelfde jaar bleek dat Bobkowski een hersentumor had. Hij onderging zijn eerste operatie in 1958. Drie weken later schreef hij in een dagboek: "Ik weet dat ik moet proberen niet na te denken, ga onmiddellijk terug naar het normale leven als die mogelijkheid zich voordoet. En ik kom terug. En waarschijnlijk alleen aan de oppervlakte. Daaronder zal er altijd ook iets anders zijn." De daaropvolgende operaties vinden plaats in 1959 en 1960. In 1959 publiceerde hij in het 11e nummer van "Cultuur" het drama Zwart Zand. In het voorjaar van 1961 verslechterde de gezondheid van Bobkowski aanzienlijk, waardoor hij in april naar de Verenigde Staten ging voor behandeling en skiën. Hij overleed na zijn terugkeer naar Guatemala in juni 1961. Hij werd begraven in het familiegraf van Dr. Quevedo, wiens vier zonen hij twaalf jaar lang les gaf in modellenbouw.
Na het overlijden van haar man vertaalde Barbara Bobkowska onder meer fragmenten uit Modeller's Notitiebook, Zwart Zand, Lourdes en Józef Czapski's essay Querido Bob. Ze sorteerde de manuscripten van haar man en stuurde ze naar Maisons-Laffitte. Ze correspondeerde met Tymon Terlecki, Mieczysław Grydzewski, Kazimierz Wierzyński en Jerzy Giedroyc.
Barbara Bobkowska stierf op 22 september 1982 en werd begraven in hetzelfde graf als Andrzej Bobkowski (de as van haar man werd overgebracht naar haar kist).
Roman Zimand schreef in het nawoord van de nationale editie van Szkice Piórkiem verslagen van de vier jaar en drie maanden van de oorlog, in 1957 gepubliceerd door het Literair Instituut onder de titel Schetsen met een pen, Frankrijk 1940–1944. Het is een van de meest opmerkelijke werken van de twintigste-eeuwse Poolse dagboekstudies, en uitstekend proza.

## Opvattingen
In zijn werken bekritiseerde Andrzej Bobkowski het collectivisme, hij was een fervent voorstander van individualisme en brede individuele autonomie. Zijn Schetsen met een veer zijn behalve een zorgvuldige beschrijving van Frankrijk na de nederlaag van 1940 ook een bittere schets van de toestand van Europa in het interbellum. Het boek toont ook de gehechtheid van de auteur aan details en hun symboliek. Kort na de Tweede Wereldoorlog raakte Bobkowski betrokken bij de in Parijs gevestigde Kultura-gemeenschap en publiceerde op haar pagina's. Hij formuleerde vrij duidelijke en controversiële opvattingen over de rol van het individu in de samenleving en bekritiseerde de houding van Poolse emigranten. Zijn emigratie naar Guatemala was een soort protest tegen Europa, dat volgens Bobkowski al zijn waarden in gevaar had gebracht.
Een uitspraak van hem was: Le véritable écrivain n'est pas celui qui écrit bien : c'est celui qui perçoit davantage.  (Een waarachtig schrijver is niet iemand die mooi schrijft, maar iemand die meer waarneemt. 

## Werken (vooral over Bobkowski)
- 1957 – Szkice piórkiem (Francja 1940–1944)
- 1970 – Coco de Oro. Szkice i opowiadania
- 1994 – Opowiadania i szkice
- 1997 – Jerzy Giedroyć Andrzej Bobkowski Listy 1946–1961
- 1997 – Spadek
- 2002 – Potłuczona mozaika. Andrzeja Bobkowskiego myśli o epoce
- 2003 – Przysiągłem sobie, że jeśli umrę, to nie w tłumie: Korespondencja z Anielą Mieczysławską 1951–1961
- 2006 – Listy do Tymona Terleckiego
- 2006 – Z dziennika podróży
- 2007 – Zmierzch
- 2008 – Punkt równowagi
- 2008 – Listy z Gwatemali do matki
- 2009 – Ikkos i Sotion oraz inne szkice
- 2009 – Tobie zapisuję Europę: Listy do Jarosława Iwaszkiewicza
- 2010 – Andrzej Bobkowski – Aniela Mieczysławska. Listy 1951–1961
- 2013 – Listy do Aleksandra Bobkowskiego 1940–1961
- 2019 – Czarny piasek, oprac. Krzysztof Ćwikliński

- Bibliothèque nationale de France: cb12058872g (data)
- CiNii: DA07048413
- Gemeinsame Normdatei: 119477580
- International Standard Name Identifier: 0000 0001 2102 1060
- Library of Congress Control Number: n83218504
- Nationale Bibliotheek van Tsjechië: js2004257927
- Nationale bibliotheek van Australië: 35975180
- Nationale Bibliotheek van Israël: 987007276601405171
- Réseau des bibliothèques de Suisse occidentale: 02-A003016480
- Système universitaire de documentation: 028835026
- Virtual International Authority File: 68950211
- WorldCat: E39PBJrC96vVjKGcQDJMtR4Dv3